# Éclaircissage

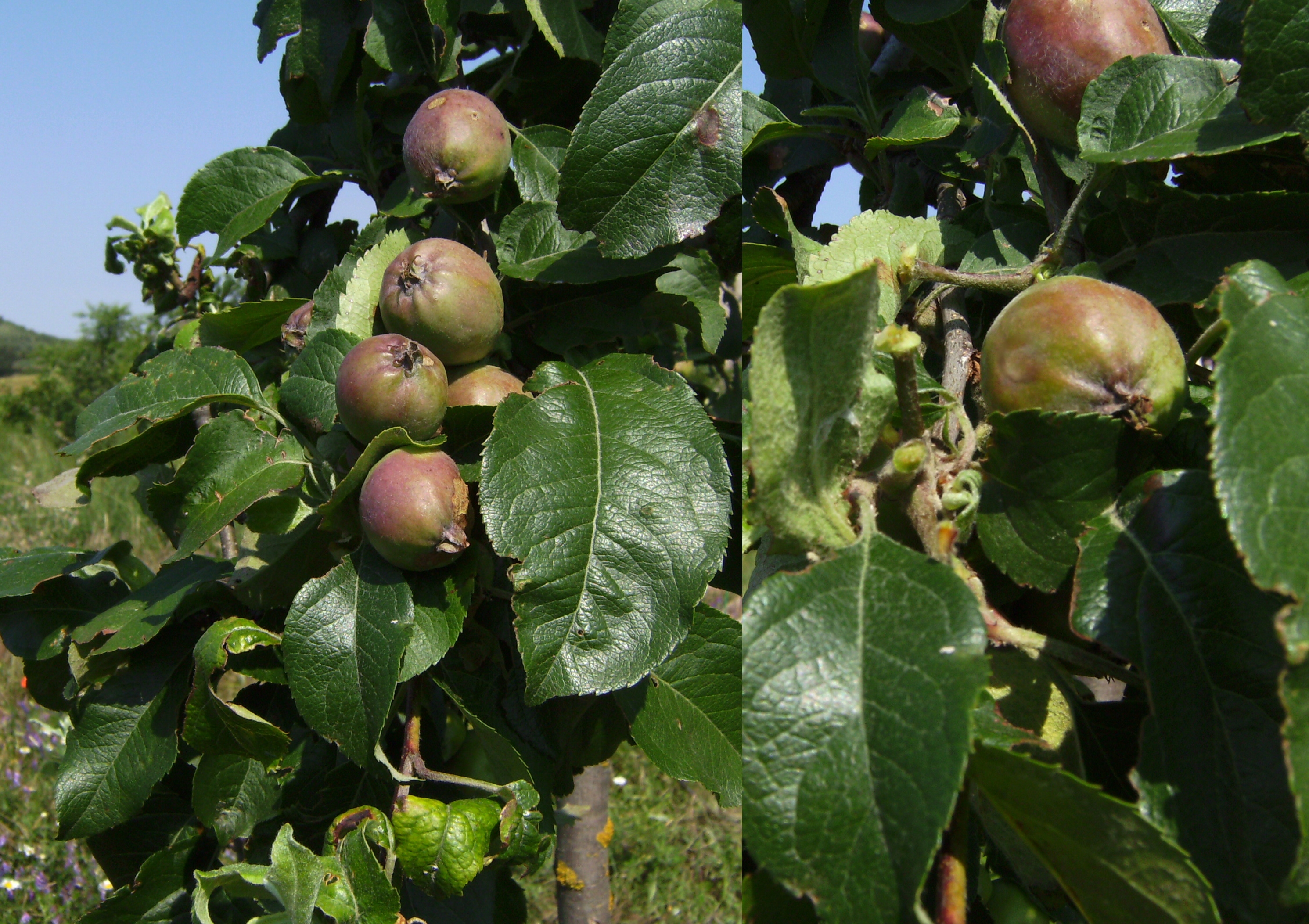
Éclaircissage de pommes

L'éclaircissage consiste à réduire les plants d'un semis, les fleurs ou les fruits d'un arbre pour favoriser la croissance des autres.
Chez certaines espèces[Lesquelles ?], il est fréquent que 95 % des fleurs soient sacrifiés naturellement pour assurer la viabilité et la qualité des 5 % restants[réf. nécessaire].

## Arboriculture fruitière
En arboriculture fruitière, un éclaircissage raisonné réduit l'alternance, augmente et homogénéise la taille du fruit (avec un effet positif sur le stockage des fruits), la teneur en sucre (prioritairement ces deux qualités chez le pêcher), la couleur, la résistance de la peau, la fermeté des fruits, sachant qu'un éclaircissage excessif peut nuire à la teneur en composés inorganiques,. Historiquement les méthodes ont été améliorées avec les progrès de l'horticulture, les méthodes d'éclaircissage affectent les rendements des vergers fruitiers et la taille de fruits. «Étant donné que l'éclaircissage des cultures est une pratique horticole destinée à résoudre plusieurs problèmes de production distincts, le concept d'éclaircissage optimal est imprécis et largement intuitif» écrivent Kathy Davis, Ed. Stover et F. Wirth (2004). Les stratégies d'éclaircissage intègrent l'objectif de rendement optimum et régulier, la qualité du fruit, la longévité de l'arbre, une faible atteinte écologique. L'INRAe dans une publication (2021) a modélisé ces jeux de contraintes et mis au point un simulateur qui donne aux producteurs les conséquences de leurs pratiques d'éclaircissage chez le pêcher ( Prunus persica).
La notion de charge fruitière (kg/arbre ou nombre de fruits/arbre) sert à déterminer l'objectif de l'éclaircissage, par commodité on compte en distance entre les fruits, sur un pommier, par exemple, il est recommandé de ne conserver qu'un seul fruit tous les 10 cm ou 15 à 20 cm selon les auteurs,; chez le pêcher 15 à 20 cm. Chez les agrumes la charge fruitière est mise en rapport avec le nombre de feuilles (nombre de feuilles par fruit).
- Éclaircissage manuel : il consiste à éliminer manuellement des fleurs en fin de printemps ou des fruits après nouaison. Supprimer les fruits en début de développement est plus avantageux pour l'arbre que de supprimer les fleurs ou les fruits déjà développés[10]. On peut également faire les deux, c'est-à-dire supprimer une bonne quantité de fleurs, puis le trop-plein de fruits par la suite.
- Éclaircissage mécanique : pour les fruits à noyau (pêches, nectarines, prunes, abricots) pour lesquels il n'existe pas d'éclaircissage chimique, les agrumes et les fruits à pépins sous label Agriculture biologique, on pratique un éclaircissage mécanique en grande culture[14].

- Éclaircissage chimique : on procède souvent à un éclaircissage des fleurs au moyen de nombreux agents chimiques tels que le métamitron, spécialement adapté aux pommiers avec pour nom commercial « Brevis », la putrescine chez l'olivier, la benzyladénine et la gibbérelline, vendues sous les noms commerciaux d'« ANA », « Carbaryl » ou « Accel »[15],[16],[17],[18]. Ce dernier produit, indépendamment de l'éclaircissage, augmente la division cellulaire qui a lieu peu après la floraison au cours des premiers stades de la formation et du développement des fruits, ce qui peut se traduire par un fruit de meilleur calibre à la récolte.

## Agriculture
En agriculture, l'éclaircissage consiste en l'élimination sélective des fleurs, des fruits, des pousses et des plantules afin de laisser suffisamment d'espace pour que les organes ou plantes restants puissent se développer efficacement. Dans l'agriculture à grande échelle, des techniques telles que l'ensemencement de précision ou le rempotage peuvent éliminer la nécessité d'éclaircir les plantes en les faisant démarrer à leur espacement optimal. À plus petite échelle, comme dans un potager domestique, l'éclaircissage peut être utilisé comme moyen d'utiliser au maximum l'espace pour certaines cultures. Par exemple, les betteraves, carottes, oignons verts et autres peuvent être plantés de manière dense puis éclaircis pour permettre la croissance continue des plantes laissées dans le sol ou pour la récolte de légumes miniatures (betteraves vertes, carottes miniatures, oignons miniatures).

## Forêts
Dans le domaine de l'écologie des forêts, on parle d'autoeclaircissage (ou auto-éclaircissage) pour décrire le mécanisme de sélection naturelle qui consiste à abandonner certaines pousses afin de favoriser la croissance des autres.